# Manuel María
Manuel María Fernández Teixeiro, més conegut com a Manuel María (Outeiro de Rei, 6 d'octubre de 1929 - La Corunya, 8 de setembre de 2004) fou un poeta i escriptor gallec destacat pel seu caràcter combatiu i el seu compromís polític. Entre els temes dels seus poemes destaquen l'amor, l'art, el compromís polític, la denúncia de defectes, l'etnografia, la física, la història, l'immaterialisme, la mitologia, el món animal, la paraula poètica, el pas del temps, la religió, la societat, la llengua, els treballs agraris, l'urbanisme o la geografia.

## Biografia
Manuel María era fill de dos llauradors benestants, Antonio Fernández Núñez i Pastora Teixeiro Casanova. El 1942 es va traslladar a Lugo per estudiar el batxillerat i en aquesta ciutat va començar la seva precoç carrera literària participant, a l'edat de vint anys, en el cicle de conferències "Joves valors de Lugo", amb el que va entrar en contacte amb els integrants de la tertúlia del cafè Méndez Núñez (Lois Pimentel, Ánxel Fole, Rof Codina…) que li van posar en contacte amb el galleguisme.
El 1950 va publicar el seu primer poemari, Muiñeiro de brétemas , amb el que es va inaugurar la denominada "Escola da Tebra" ("Escola de la Tenebra"). El 1958 es va instal·lar a Monforte de Lemos, ciutat en la qual va romandre durant la major part de la seva vida, com a procurador dels tribunals i a la que va dedicar un poemario ("Cancioneiro de Monforte de Lemos"); a l'any següent es casa amb Saleta Goi. En els agitats anys seixanta i setanta, Manuel María va participar en la reorganització política, en la clandestinitat, dels partits nacionalistes gallecs, mentre col·laborava amb nombroses organitzacions dedicades a la recuperació de la cultura gallega donant conferències i recitant poemes.
Va presentar també la Nova Canción Galega. Sent la poesia el seu gènere preferit, també va fer l'assaig, la narrativa i el teatre. Va passar d'una actitud existencialista pessimista cap al compromís social i polític.
Va ser elegit regidor el 1979 pel Bloc Nacionalista Gallec, però el 1985 va abandonar el seu càrrec públic i, sense deixar mai la militància política, es va dedicar per complet a l'activitat literària i cultural, assentant-se a La Corunya. Una de les últimes campanyes amb què va col·laborar va ser amb la de Burla Negra i la Plataforma Nunca Máis arran del desastre del Prestige.

## Obra

### Obra poètica
- 1950, Muiñeiro de brétemas
- 1952, Morrendo a cada intre
- 1954, Terra Cha
- 1954, Advento

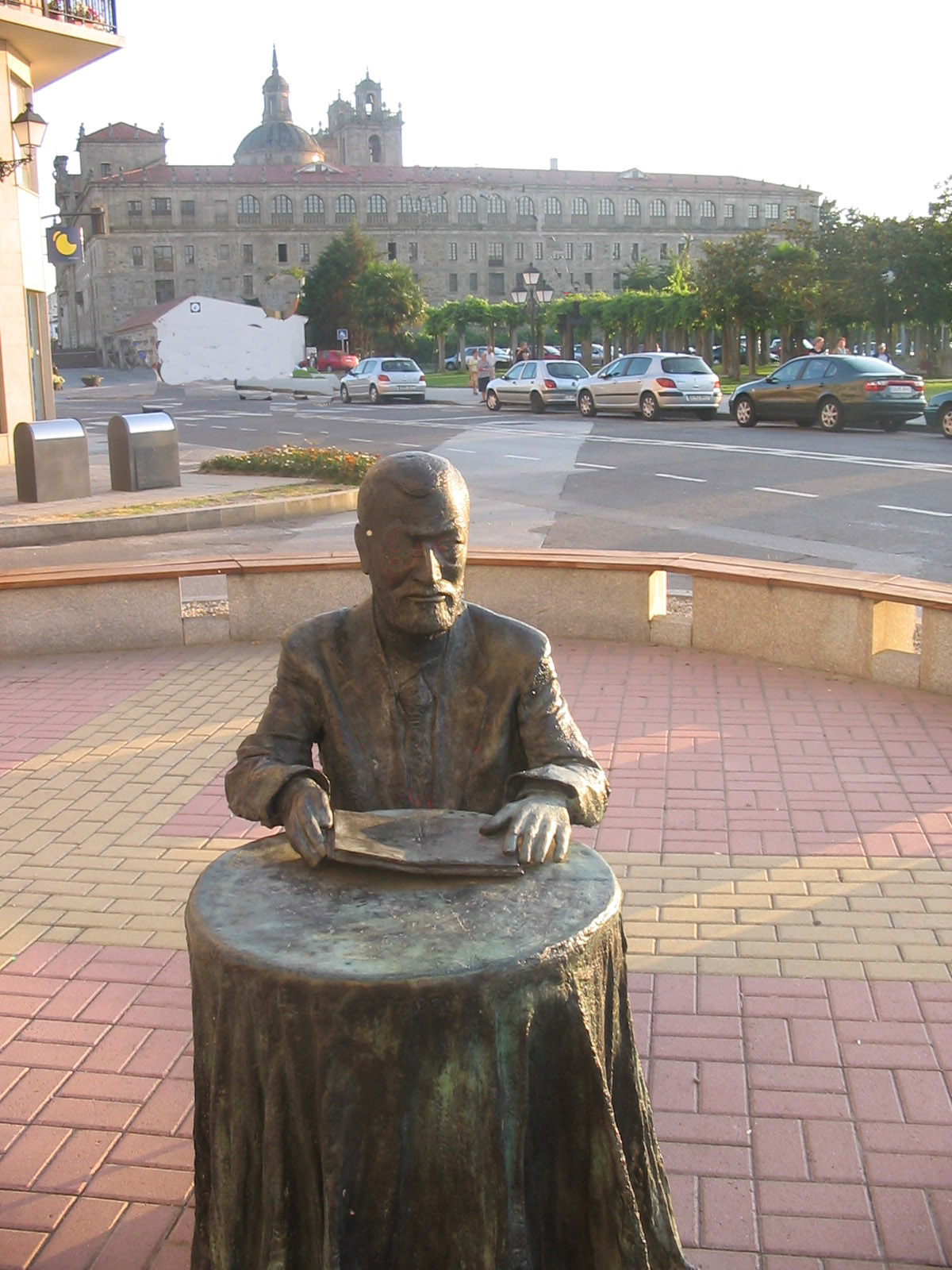
Estàtua dedicada a Manuel María, a Monforte de Lemos, amb el Col·legi de Nostra Senyora de l'Antiga al fons.

- 1957, Auto do taberneiro. 4 ventos
- 1958, Documentos personaes
- 1960, Sermón para decir en cualquier tiempo (en castellà)
- 1961, Auto do labrego. Céltiga, 4
- 1962, Libro de pregos
- 1962, Contos en cuarto crecente e outras prosas
- 1963, Mar Maior
- 1964, "A poesía galega de Celso Emilio Ferreiro", Grial, 6
- 1965, "As augas van caudales" Grial, 9
- 1966, "Os alugados" Grial 14
- 1967, "Raimon, poeta de noso tempo", Grial, 18
- 1968, Proba documental
- 1968, Os soños na gaiola
- 1968, Barriga Verde
- 1968, Noticia da vida e da poesía de Xosé Crecente Vega
- 1969, Versos pra un país de minifundios
- 1969, Versos pra cantar en feiras e romaxes
- 1970, Remol
- 1970, Canciós do lusco ao fusco
- 1971, A Rosalía
- 1971, 99 poemas de Manuel María
- 1971, O Xornaleiro a sete testimuñas máis
- 1972, Odas nun tempo de paz e de ledicia
- 1973, Aldraxe contra a xistra
- 1973, Informe pra axudar a alcender unha cerilla
- 1973, Laio e clamor pola Bretaña'
- 1973, Cantos rodados para alleados e colonizados
- 1976, Poemas para construír unha patria
- 1977, O libro das badaladas
- 1977, Poemas ó outono
- 1978, Catavento de neutrós domesticados
- 1979, As rúas do vento ceibe
- 1982, Escolma de poetas de Outeiro de Rei
- 1982, Versos do lume e do vagalume
- 1985, O camiño é unha nostalxia
- 1984, Cantigueiro do Orcellón
- 1984, A luz resuscitada
- 1986, Oráculos para cavalinhos-do-demo
- 1986, Ritual para unha tribu capital do concello
- 1988, As lúcidas lúas do outono
- 1988, Sonetos ao Val de Quiroga
- 1989, Saturno
- 1990, Cancioneiro de Monforte de Lemos
- 1991, Compendio de orballos e incertezas
- 1991, Hinos pra celebrar ao século futuro
- 1992, Panxoliñas
- 1993, Os lonxes do solpor
- 1993, Antoloxía poética
- 1993, A primavera de Venus
- 1993, Poemas a Compostela
- 1994, Cantigas e cantos de Pantón
- 1994, Poemas para dicirlle a dúas lagoas
- 1996, O Miño, canle de luz e néboa
- 1997, Sonetos á casa de Hortas
- 2000, Brétemas de muiñeiro
- 2000, Camiños de luz e sombra

### Obra narrativa
- 1952, Contos en cuarto crecente e outras prosas
- 1971, O xornaleiro e sete testemuñas máis
- 1971, Kricoi, Fanoi e D. Lobonís
- 1990, Os ontes do silencio
- 1992, Cando o mar foi polo río
- 2003, O bigote de Mimí

### Obra dramàtica
- 1957, Auto do taberneiro
- 1961, Auto do mariñerio
- 1970, Barriga verde
- 1976, Unha vez foi o trebón
- 1979, Aventuras e desventuras dunha espiña de toxo chamada Berenguela
- 1979, Auto trascendental do ensino tradicional
- 1979, Farsa de Bululú